# خانواده کوچ
خانواده کوچ (به انگلیسی: Koç family) خانوادهٔ متمول اهل ترکیه و از فعالان در تجارت و کارآفرینی می‌باشند، که در حال حاضر به‌عنوان ثروتمندترین خانواده ترک شناخته می‌شوند. این خانواده از طریق شرکت کوچ هولدینگ، مالکیت ۱۱۳ شرکت گوناگون و بیش از ۱۴٫۰۰۰ دفتر، مرکز فروش و ساختمان اداری را در سراسر جهان، در اختیار دارند، که برای نمونه می‌توان به شرکت‌هایی چون: توفاش، اوتوکار، فورد اتوسان، گروندیگ، کارسان، تاپراش، آرچلیک و آیگاز اشاره کرد.
خانواده کوچ توسط وهبی کوچ بنیانگذاری شد. وی ثروت اولیه خود را از طریق خریداری خانه‌ها و زمین‌های ارمنیان، که در پی نسل‌کشی ارمنی‌ها در ۱۹۱۵، مصادره شده بودند، کسب نمود.
سونا و اینان کوچ در سال ۲۰۰۵ میلادی، موزه پِرا در شهر استانبول تأسیس کردند.